# Jean-Louis Quintilla
Pas d'image ? Cliquez ici

a Compétitions nationales et continentales officielles uniquement.

b Matchs officiels uniquement.
Jean-Louis Quintilla, né le 26 octobre 1948 à Lézignan, est un joueur de rugby à XIII évoluant au poste de talonneur dans les années 1970.
Il joue au cours de sa carrière pour le FC Lézignan remportant le Championnat de France en 1978 ainsi que le titre de la Coupe de France en 1970.
Fort de ses performances en club, il est sélectionné en équipe de France et compte une seule et unique sélection obtenue le 11 novembre 1971 contre la Nouvelle-Zélande.

## Palmarès
- Collectif :
  - Vainqueur du Championnat de France : 1978 (Lézignan).
  - Vainqueur de la Coupe de France : 1970 (Lézignan).
  - Finaliste du Championnat de France : 1976 (Lézignan)
  - Finaliste de la Coupe de France : 1971 et 1974 (Lézignan)

### Détails en sélection de rugby à XIII
| 1. | 11 novembre 1971 | Nouvelle-Zélande | 11-27 | Test-match | Talonneur | - | - | - | - |